# 10 Downing Street

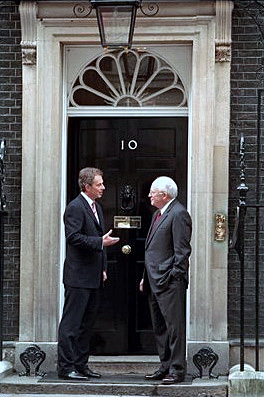
Il premier britannico Tony Blair ed il vice presidente USA Dick Cheney hanno un colloquio sulla soglia del numero 10 di Downing Street nel 2002.

10 Downing Street è la residenza del primo ministro del Regno Unito. È la sede del governo del Regno Unito, ubicata in Downing Street nella Città di Westminster a Londra.
Number 10, come è spesso conosciuto, è forse il più noto indirizzo di Londra e una delle dimore più conosciute al mondo. La sede del governo del Regno Unito è la residenza e l'ufficio del Primo ministro del Regno Unito ed il luogo in cui si svolgono le riunioni del Gabinetto. Essa comprende sale per riunioni, per conferenze, di rappresentanza e da pranzo, dove il Premier riceve ed intrattiene i capi di Stato e di Governo, ambasciatori e dignitari, degli Stati stranieri. L'edificio è situato nei pressi del Palazzo di Westminster, sede del Parlamento del Regno Unito e di Buckingham Palace, residenza ufficiale, a Londra, di Re Carlo III.
Il numero 10 era in origine costituito da tre edifici. Nel 1732, Giorgio II li volle donare a Sir Robert Walpole, che accettò a condizione che essi fossero un dono all'ufficio del First Lord of the Treasury piuttosto che un regalo personale. Walpole chiese a William Kent di riunire insieme i tre edifici creando così un'unica struttura. Essa è la dimora conosciuta oggi come Number 10 Downing Street.
La ristrutturazione non fu un successo. Nonostante la dimensione e la sua ubicazione nei pressi del Parlamento, soltanto alcuni dei Primi ministri vi ebbero la loro dimora nei primi tempi. Costoso da mantenere, più volte l'edificio si trovò trascurato, in stato precario e sul punto di essere demolito, ma sopravvisse sempre e rimase indissolubilmente legato a molti grandi statisti ed eventi della storia d'Inghilterra. Nel 1985, il Primo ministro Margaret Thatcher disse che il numero 10 era divenuto "uno dei più preziosi gioielli della storia nazionale".
La residenza non fu la sede del primo ministro quando la carica di Primo lord del tesoro a cui propriamente è destinata (tuttora la targa della porta dell'edificio indica che è la residenza ufficiale del  First Lord of the Treasury) non coincide con quella del premier ma l'ultima volta che le due cariche furono di due persone distinte fu tra 1895 e 1902 (al tempo di Robert Gascoyne-Cecil, III marchese di Salisbury, che fu primo ministro e ministro degli esteri invece che responsabile del Tesoro).

## Storia

### L'inizialenumero 10
Il 10 Downing Street era inizialmente costituito da tre edifici: una residenza con vista su St. James's Park (detta "the House on the back", in italiano: "la casa sul retro"), una residenza cittadina, davanti ad essa, sita al 10 Downing Street ed un cottage vicino al numero 10. La residenza cittadina, dalla quale l'edificio attuale ha preso il nome, fu una delle molte costruite da Sir George Downing fra il 1682 ed il 1684.
Downing era una nota spia di Oliver Cromwell e successivamente di Carlo II, che investì in immobili i suoi guadagni e raggiunse una grande ricchezza. Nel 1654 acquisì il terreno a sud di Saint James's Park, adiacente alla casa sita sul retro, a poche centinaia di metri dal Parlamento. Egli progettò di costruire una fila di case a schiera "per la residenza di persone di alto livello sociale..."
La strada sulla quale costruì queste case porta ora il suo nome, e la casa più grande è l'attuale sede del 10 Downing Street.

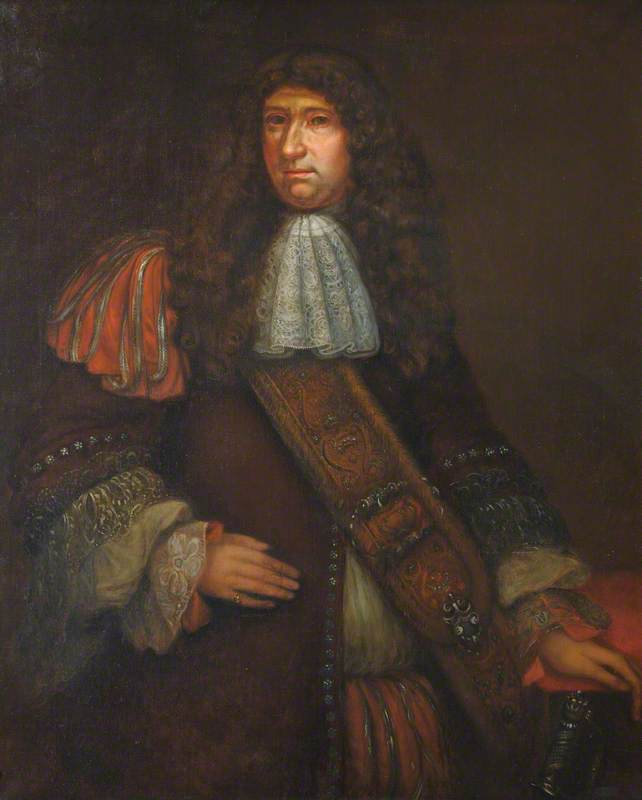
Sir George Downing. Questo dipinto è appeso, oggi, al numero 10, proprio sulla parete di fronte all'ingresso.

La realizzazione del progetto non fu delle più semplici. Vi era un altro privilegio sul terreno: la famiglia Hampden aveva in affitto quei terreni e non accettò lo scioglimento del contratto. Downing lottò per ottenerne lo scioglimento ma dovette attendere 30 anni prima di costruire le case.
Alla scadenza del contratto d'affitto degli Hampden, Downing ricevette il permesso di costruire ulteriormente ad ovest a seguito dei recenti sviluppi delle legislazioni sulle costruzioni immobiliari. La nuova concessione, pubblicata nel 1682, recitava: "Sir George Downing... [è autorizzato] a costruire un numero maggiore di nuove case, verso ovest, sul terreno a lui concesso con provvedimento 1663/4 Feb. 23."
Fra il 1682 ed il 1684, Downing iniziò a costruire un cul-de-sac di due magioni complete di scuderie e con vista su St. James's Park. Quante case costruì non ci è noto, molti storici dicono quindici ed altri venti. Gli indirizzi cambiarono diverse volte; l'attuale numero 10 fu numero 5 per diverso tempo e non divenne 10 fino al 1787.
Downing incaricò Sir Christopher Wren per il progetto delle sue costruzioni. Esse, anche se di grandi dimensioni, vennero costruite rapidamente ed a basso costo su suolo friabile e con fondazioni poco profonde. Le facciate, ad esempio, erano dipinte sull'intonaco ad imitazione dei mattoni. Il Primo ministro Winston Churchill scrisse che il numero 10 era "tremolante e costruito in economia dall'imprenditore affarista di cui porta il nome."
La fine della strada chiudeva l'accesso a St. James's Park, rendendo le abitazioni poco rumorose in quanto inserite in una strada privata. Un annuncio pubblicitario nel 1720, le descrisse come: "... un luogo abbastanza aperto, specialmente alla fine della strada, dove esistono quattro o cinque grandi residenze ben costruite, adatte a persone di grande distinzione; ogni casa ha una piacevole vista su St James's Park, con una bella passeggiata". Le residenze vennero abitate da personaggi molto importanti come la contessa di Yarmouth che visse al numero 10 tra il 1688 ed il 1689, Lord Lansdowne dal 1692 al 1696 ed il conte di Grantham dal 1699 al 1703.
Probabilmente, Downing non visse mai nelle sue costruzioni. Nel 1675 si ritirò a Cambridge dove morì alcuni mesi dopo il completamento delle costruzioni. Un ritratto di Sir George Downing è ora appeso nell'atrio di ingresso del numero 10 di Downing Street.

### Storia della "House at the Back" prima del 1733

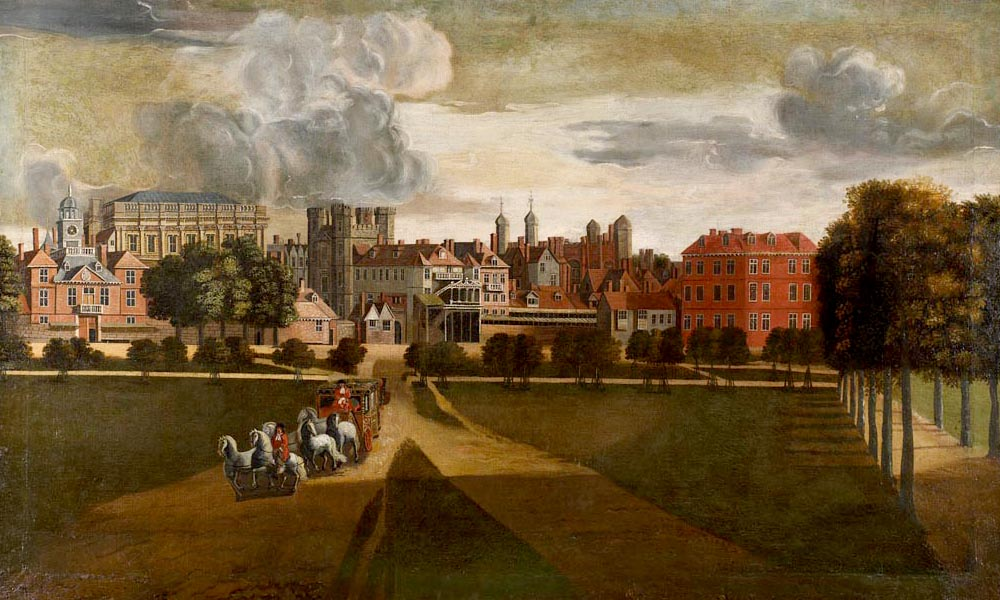
The Palace of Whitehall di Hendrick Danckerts c. 1660-1679. Vista da ovest con re Carlo II in primo piano, mentre cavalca attraverso St James's Park. La "house at the back" è visibile a destra sullo sfondo.

"The House at the Back" (la casa sul retro), la parte più grande ed originaria del numero 10, era una mansion costruita intorno al 1530 nelle vicinanze del Palazzo di Whitehall. Era uno dei molti edifici che costituivano il "Cockpit Lodgings", così definiti in quanto collegati ad una struttura ottagonale usata per gli spettacoli di combattimento di galli. Agli inizi del XVII secolo, venne convertito in una sala da concerto e teatro ma mantenne il suo vecchio nome. Dopo la gloriosa rivoluzione del 1688, alcuni dei primi Gabinetti vennero tenuti segretamente nel "Cockpit Lodgings". Per molti anni, era stata la casa del governatore del Palazzo di Whitehall, Thomas Knevett (o Knyvet), famoso per aver catturato Guy Fawkes nel 1605, consentendo di scoprire il suo complotto tendente ad assassinare re Giacomo I. L'anno precedente, Knevett si era spostato in una casa vicina, approssimativamente dove è oggi il numero 10.
Da allora, i re ed i governanti vissero solitamente nella house at the back. Elisabetta di Boemia vi visse dal 1604 fino al 1613, quando sposò Federico V del Palatinato e si trasferì ad Hannover. Ella fu la nonna di Giorgio I, Elettore di Hannover, che divenne re d'Inghilterra nel 1714, e bisnonna di Giorgio II, che donò la casa a Walpole nel 1732.
George Monck, I duca di Albemarle, il generale responsabile della Restaurazione della monarchia, visse nella house at the back dal 1660 fino alla sua morte avvenuta nel 1671. Egli fu capo della Great Treasury Commission, dal 1667 al 1672, che modificò la contabilità del governo consentendo un grande controllo sulle spese. Il suo segretario, Sir George Downing che più tardi costruì Downing Street, si pensa sia stato l'artefice di queste modifiche. Albemarle fu il primo Treasury minister ad abitare in quella che sarebbe poi diventata la residenza del First Lord of the Treasury e Primo ministro.
Nel 1671, George Villiers, II duca di Buckingham, vi si insediò quando venne nominato Cabal Ministry. (La "B" nell'acronimo Cabal si riferisce a Buckingham.). Investendovi una considerevole somma di denaro, Buckingham ricostruì la casa. Il risultato fu una magione spaziosa, situata parallelamente al Palazzo di Whitehall con una vista su St James's Park.
Quando Buckingham si ritirò nel 1676,  lady Charlotte Lee, contessa di Lichfield, figlia naturale di Carlo II, andò ad abitarvi quando sposò il conte di Lichfield, Master of the Horse. La Corona autorizzò una globale ristrutturazione della casa che prevedeva la sopraelevazione di un ulteriore piano, portando a tre le elevazioni principali del palazzo, oltre ad un attico e alle cantine. Questa struttura può essere considerata oggi la sezione posteriore del numero 10. La ragione probabile delle notevoli modifiche apportate fu dovuta al fatto che la casa era costruita su di un terreno acquitrinoso vicino al Tamigi, che nel tempo aveva procurato dei danni strutturali. Così 10 Downing Street, fu costruito su fondazioni poco profonde, un errore di progettazione che provocò problemi fino a 1960 quando l'immobile venne ricostruito su fondamenta profonde.
La famiglia Litchfield seguì in esilio Giacomo II, dopo la gloriosa rivoluzione. Nel 1690, Guglielmo III e Maria II diedero la casa a Hendrik van Nassau-Ouwerkerk, un generale olandese che aveva assistito il principe d'Orange nell'assicurarsi la Corona. Nassau, che anglicizzò il suo nome in Overkirk, visse in quella casa fino alla sua morte avvenuta nel 1708.
La casa ritornò alla Corona alla scomparsa di Lady Overkirk nel 1720. La Treasury pubblicò un ordine "per riparare e sistemare al meglio ed in maniera sostanziale" per un costo di £. 2.522. Il lavoro consistette in: "Riparazione della porta posteriore su Downing Street con sostituzione dell'infisso; costruzione di un nuovo ripostiglio; abbattimento del poco usato ingresso per le dame di compagnia della regina, quando questa viveva nel Cockpit; costruzione di una grande cisterna con tubazioni per addurre l'acqua nella casa.
Johann Caspar von Bothmer, Conte Bothmer, inviato di Hannover e consulente di Giorgio I e Giorgio II, vi prese la sua residenza nel 1720. Anche se si lagnò per "la rovinosa condizione dei locali", vi visse fino alla sua morte nel 1732.

### La primaLord's House: 1733–1735

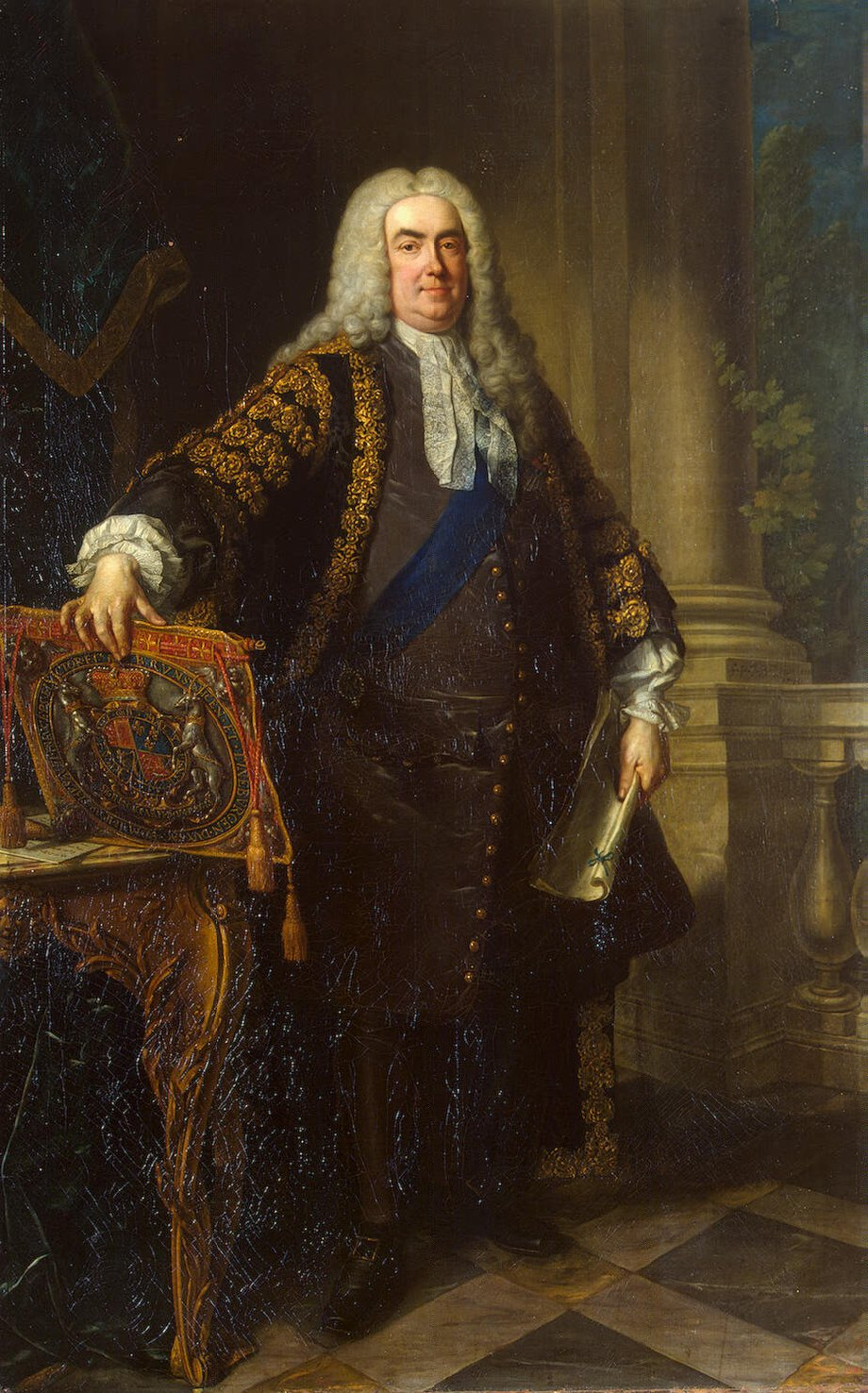
Sir Robert Walpole accettò in dono da Giorgio II, la house at the back e due case in Downing Street, a condizione che divenissero la sede del First Lord of the Treasury.

Alla morte del conte Bothmar, la proprietà della house at the back ritornò alla Corona. Giorgio II colse questa opportunità e la donò a Lord Robert Walpole, spesso chiamato il 1° Primo Ministro, come regalo per i suoi servizi alla nazione: stabilizzando le finanze, mantenendo la pace ed assicurando la successione di Hannover. Casualmente, il re aveva ottenuto i contratti d'affitto di due proprietà su Downing Street, compreso il numero 10, ed aveva aggiunto anche questi al suo regalo.
Walpole non accettò il regalo per sé stesso. Egli propose — ed il re accettò — che la Corona avrebbe dato l'immobile al First Lord of the Treasury. Walpole avrebbe vissuto li fino a quando avesse ricoperto l'incarico di First Lord, ma avrebbe poi ceduto la casa al suo successore.
Per allargare la nuova casa, Walpole persuase Mr Chicken, l'inquilino di un cottage limitrofo, a spostarsi in un'altra casa sulla stessa Downing Street. Questa piccola casa e la magione sul retro, vennero così incorporate al numero 10. Walpole diede incarico a William Kent di convertire questi immobili in un unico edificio. Kent le unì alla casa più grande, costruendo una struttura a due piani consistente in una lunga stanza al pianterreno e diverse al piano di sopra. Lo spazio interno venne convertito in un cortile e le case su Downing Street vennero collegate con un corridoio chiamato Treasury Passage.
Avendo unito le strutture, Kent ridisegnò gli interni. Artigiani crearono una tripla scala in pietra, senza appoggi, visibile nella sezione principale. Con una balaustra in ferro battuto, abbellita da un disegno di pergamena, e passamano in mogano, andava dal piano giardino al primo piano. La scala di Kent è il primo elemento architettonico che appare ai visitatori che entrano al numero 10. Le pareti della scala sono decorate con ritratti fotografici, in bianco e nero, di tutti i Primi ministri da Walpole ai nostri giorni; due di essi ritraggono Winston Churchill. Kent sormontò il terzo piano della casa posteriore con un frontone. Per consentire a Walpole un più rapido accesso al Parlamento, chiuse l'ingresso nord su St James's Park e fece dell'ingresso di Downing Street l'accesso principale.
La ristrutturazione durò tre anni, e il 23 settembre 1735, il London Daily Post annunciò che:
"Ieri, Lord Robert Walpole, con la sua signora e famiglia si mosse dalla sua casa in St James's Square, per portarsi alla nuova dimora che confina con la Treasury in St. James's Park.".
Walpole non entrò attraverso la famosa porta odierna, in quanto quella sarebbe stata realizzata quaranta anni più tardi. La porta di Kent era modesta e celava l'eleganza spaziosa degli interni. La nuova casa del First Lord, benché provvisoria, aveva sessanta stanze, con pavimenti in legno duro e marmo, modanature, eleganti pilastri, e capolavori marmorei; le stanze sul lato occidentale avevano una bella vista sul St. James's Park. Alcuni esempi di caminetti nella stanza del Segretario di Stato e nella camera da letto del Primo Ministro intorno al 1927.
Una delle stanze più grandi era uno studio delle dimensioni di 12 metri per 6, dotato di enormi finestre che spaziavano su St James's Park. "My Lord's Study" ("Lo studio di Mylord" come Kent intitolò i suoi disegni) divenne successivamente la sala del Consiglio dei ministri. Un ritratto di Walpole è appeso sul caminetto situato davanti alla scrivania del Primo ministro; esso è l'unico quadro esistente nella stanza..
Il costo della ristrutturazione non è noto. Originariamente stimato in £ 8.000, alla fine superò probabilmente le £ 20.000.
Poco dopo essersi trasferito, Walpole ordinò che una parte del terreno fuori del suo studio fosse convertito in un terrazzo e giardino. Lettere pubblicate ad aprile del 1736 dicono che: "... un pezzo di terreno situato nel parco di Sua Maestà di St James's ed appartenente ed aggiunto alla casa ora abitata dall'Onorevole Chancellor of His Majesty's Exchequer, è stato ..... a carico della Corona". Il terrazzo ed il giardino esistono ancora. Esteso lungo il retro del numero 10, offre una piena visuale del Parco di St James. Il giardino che dà il suo nome alle "garden girls" dell'ufficio del Primo ministro, è essenzialmente un grande prato, dell'estensione di mezzo acro, che avvolge i numeri 10, 11, e 12 in un'aiuola a forma di L con al centro un piccolo letto di fiori.. Durante il corso degli anni il terrazzo ed il giardino hanno fatto da sfondo a molte fotografie di gruppo di Primi ministri, contornati dal loro gabinetto, da personale od ospiti. Il Primo ministro Tony Blair, per esempio, vi tenne un ricevimento di addio, nel 2007, per il suo personale.
Lo stesso documento confermò che il numero 10 Downing Street era: "annesso e unito all'Ufficio della Tesoreria di Sua Maestà e doveva essere e rimanere in uso all'abitazione del primo Commissario della Tesoreria di Sua Maestà per il tempo del suo ufficio".

### Una "vasta, goffa casa": 1735–1902

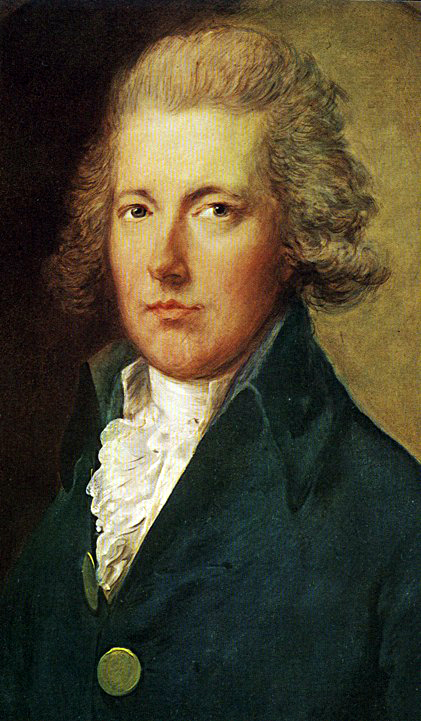
William Pitt il giovane, che visse al numero 10 Downing Street per venti anni, più a lungo di ogni altro Primo ministro prima o dopo il suo mandato, in una lettera a sua madre, chiamò numero 10 "My vast, awkward house".

Walpole visse al numero 10 fino al 1742. L'aveva accettato come un regalo dalla Corona per il futuro First Lords of the Treasury. Comunque, passarono ventun anni prima che qualcuno scegliesse di vivere là; i primi cinque suoi successori preferirono abitare nelle loro case. Questa fu generalmente l'usanza fino agli inizi del XX secolo. Dei 31 Primi ministri che si succedettero dal 1735 al 1902, solamente 16 (incluso Walpole) vissero al numero 10.
Pochi amarono abitare al numero 10. Lord North vi visse felicemente con la sua grande famiglia dal 1767 al 1782, conducendo la guerra contro la ribellione delle Colonie americane da queste mura. William Pitt il Giovane vi stabilì la sua dimora per vent'anni — più a lungo di qualsiasi altro Primo ministro d'Inghilterra - dal 1783 al 1801 e dal 1804 al 1806. In una lettera a sua madre, la definì: "la mia casa enorme e goffa". Mentre vi abitò, Pitt ridusse il debito nazionale, formò la Triplice Alleanza contro la Francia, e vide approvare l'Atto di Unione che creò il Regno di Gran Bretagna e Irlanda. Fredrick Robinson, Lord Goderich, ebbe molto gradita la permanenza nella casa durante la fine degli anni 1820; egli spese parecchio denaro pubblico per restaurarne prodigalmente l'interno..
Ciononostante, per settanta anni dalla morte di Pitt nel 1806, il numero 10 fu scelto residenza del Primo ministro molto raramente. Dal 1834 al 1877, rimase vacante o venne usato per riunioni di ufficio.
Una ragione per la quale molti Primi ministri scelsero di non vivere al numero 10 era quella che la maggior parte di essi erano Pari del Regno e possedevano case più grandi e belle. Per loro il numero 10 era una dimora troppo modesta. Invece, molti videro nel "possesso" della casa, benché provvisorio, come un beneficio da usare come una ricompensa politica. La maggior parte la prestò al Cancelliere dello Scacchiere, altri a ufficiali, e altri ancora a parenti e amici. Nel XIX secolo, Lord Salisbury visse nella sua casa ad Arlington Street ad Hatfield House. Durante il suo ultimo mandato, dal 1895 al 1902, vi visse Arthur Balfour, suo nipote che appunto era Primo lord del tesoro (alla cui carica è propriamente destinata questa residenza) durante il governo dello zio. Nel 1902 fu proprio Balfour a diventare premier e a riportare la sede del governo britannico a Downing Street (da allora le due cariche di Primo Lord del tesoro e premier rimasero sempre unite, almeno di fatto).
Un'altra ragione doveva essere ricercata nel fatto che il numero 10 era pericoloso. L'edificio sprofondava perché costruito su suolo poco consistente e con delle fondazioni poco profonde, e si verificarono spesso cedimenti dei pavimenti, fessurazioni di muri e camini e la casa divenne pericolosa. Si resero necessarie frequenti riparazioni. Nel 1766, per esempio, Lord Charles Townshend, Cancelliere dello Scacchiere, indicò che la casa era in una condizione di grande degrado. La lettera del suo architetto alla Tesoreria diceva: "... abbiamo fatto un sopralluogo, nella Casa di Downing Street della Tesoreria, ed abbiamo riscontrato, che le pareti della vecchia zona della Casa, che danno sulla strada, sono in stato di avanzato degrado, il pavimento ed i camino sono sprofondati ....". Townsend ordinò una completa riparazione, ma ancora otto anni più tardi i lavori non erano stati eseguiti. Una nota di Lord North all'Ufficio dei Lavori, del settembre 1774, chiedeva che il lavoro sul frontespizio della casa "che fu iniziato con un decreto della Tesoreria il 9 agosto 1766", doveva essere completato.
Ufficiali della tesoreria si lagnarono che l'edificio era troppo costoso da mantenere; alcuni suggerirono di demolirlo e di ricostruirlo sullo stesso luogo od altrove. Nel 1782, the Board of Works, in un rapporto su "lo stato pericoloso della vecchia parte della Casa", affermò che "non bisogna perder tempo ed abbattere l'edificio... ". Nel 1783, il Duca di Portland lasciò la casa perché ancora una volta c'era bisogno di lavori. Un comitato trovò che i fondi stanziati non erano sufficienti. The Board of Works dichiarò che "le riparazioni necessarie alla Casa del Cancelliere dello Scacchiere ammontano alla somma di £ 5.580, oltre la somma già garantita da Sua Maestà, pregandola ancora per una garanzia di £ 5.580 — che consenta l'assunzione di un prestito per pagare le maestranze". Questa fu comunque una cifra sottostimata; il conto finale fu di circa £ 11.000.
Downing Street ebbe un declino alle soglie del XIX secolo, circondata da edifici in stato precario, vicoli bui, crimine e prostituzione. In un primo tempo, il governo aveva acquisito tutti gli altri edifici presenti nella strada: il Colonial Office occupò il numero 14 nel 1798: il Foreign Office si installò al numero 16 e negli edifici su entrambi i lati; il West India Department al numero 18 ed i Tithe Commissioners al numero 20. L'incuria fece sì che pian piano i locali divennero non più abitabili e poco alla volta vennero demoliti. Nel 1857 tutti gli edifici erano stati abbattuti tranne il numero 11 (residenza del Cancelliere dello Scacchiere) e il numero 12 (usato come uffici del Governo). Nel 1879, un incendio distrusse i pavimenti superiori del numero 12; l'edificio venne rinnovato ma soltanto la struttura del primo piano.

## Descrizione ambienti Numero 10 Downing Street
Nonostante la sua storia di cronici deterioramenti, le spese di manutenzione e le frequenti voci circa la sua demolizione, il numero 10 è tuttora esistente ed utilizzato. Molte delle strutture aggiunte durante il XVIII e XIX secolo sono presenti ancora oggi.

### La famosa porta d'ingresso
Sin dal 1929, i dipartimenti governativi britannici scelgono un gatto domestico, incaricandolo del compito di cacciare i topi del numero 10 Downing Street. Si tratta dello Chief Mouser to the Cabinet Office (in italiano: «commissario del gabinetto per la caccia ai topi»): l'attuale detentore del titolo è Larry, gatto dal pelo bianco e nero scelto da Cameron nel 2011.
La maggior parte delle linee esterne del numero 10 furono create da Kent quando unì i tre edifici originari in un solo blocco nel 1735. Il suo aspetto esterno è oggi fondamentalmente come era quando lui completò il suo lavoro. La più importante differenza è costituita dal famoso portoncino d'accesso modificato successivamente.
Il portoncino famoso del numero 10, è opera dei rinnovamenti disposti da Townsend nel 1766 e non completati probabilmente fino al 1772. Eseguito nello stile Georgiano dall'architetto Kenton Couse, è considerato un capolavoro di semplicità. Senza pretese e stretto, consiste di un solo passo di pietra bianca che conduce ad un prospetto in mattoni. Il piccolo portoncino in sei pannelli, realizzato in quercia nera, è circondato da un telaio color crema ed adorno da una lunetta superiore. Dipinto in bianco, al centro in alto, il numero "10". Tra i due pannelli mediani è inserito un ferro nero a forma di testa di leone; sotto il battente in ottone vi è la cassetta per le lettere con l'iscrizione "First Lord of the Treasury". Un recinto in ferro nero dotato di ferri a punta, corre lungo il fronte della casa e sui lati del passo fino alla porta. Sulla porta un lampione a gas in ferro battuto sormontato da una corona.
Oltre la porta, Couse installò, nella sala d'ingresso, un pavimento in marmo a lastre bianche e nere che è pressoché famoso come la porta stessa. Alla sinistra, aggiunse un'altra porta che conduce al numero 11, residenza del Cancelliere dello Scacchiere e quindi un fronte ad arco per collegare il piccolo cottage, occupato da Mr. Chicken ed incorporato nell'edificio di numero 10.

### The Cabinet Room
Nel disegno di Kent per il numero 10, la sala del Gabinetto è un semplice spazio rettangolare con finestre enormi. Come parte dei rinnovamenti cominciata nel 1783, la sala del Gabinetto venne estesa dando allo spazio il suo aspetto attuale e probabilmente non venne completata fino al 1796. Questa modifica fu realizzata rimuovendo il muro est e ricostruendolo alcuni metri oltre, nella stanza adiacente ove si trovavano i segretari. All'ingresso, venne costruito uno schermo delimitato da due paia di colonne corinzie, sostenenti un drappeggio che avvolgeva tutta la sala. Il piccolo spazio risultante, incorniciato dai pilastri, fungeva da anticamera. Il dipinto di Hendrick Danckerts "Il Palazzo di Whitehall" (mostrato all'inizio di questo articolo) di solito è appeso nell'anticamera di cui si è detto. Robert Taylor, l'architetto che eseguì questo lavoro, venne nominato cavaliere al suo completamento.
Anche se Kent progettò questo ambiente come studio del First Lord, esso non venne quasi mai utilizzato a questo scopo; quasi sempre è stata la sala del Gabinetto. Il Primo Lord non ha un suo spazio ben definito al numero 10; ognuno ha scelto una delle stanze adiacenti come suo studio privato.

### La grande cucina
La grande cucina, ubicata a piano terra, fu uno degli ambienti modificati nella ristrutturazione del 1783, probabilmente anch'essa sotto la direzione di Robert Taylor. Raramente vista da qualcuno, a parte il personale addetto, è alta due piani, con una grande finestra ad arco ed il soffitto a volta. Ha avuto sempre tradizionalmente, un blocco di lavoro al centro lungo 4,30 metri circa e largo 1,5.

### La Pillared Room
Numer 10 ha tre sale da ricevimento collegate fra di loro. La più grande è la Pillared Room che si ritiene creata nel 1796 da Taylor. Misura 11,1 metri per 8,4 e prende il suo nome dai due pilastri posti alla fine della stessa. Gli ospiti vengono ricevuti in questa sala prima di spostarsi nella sala da pranzo. Continuamente in uso per ricevimenti, la Pillared Room è lasciata quasi vuota con alcune sedie lungo i muri.

### La sala da pranzo
Quando Frederick Robinson (più tardi Lord Goderich), divenne Cancelliere dello Scacchiere nel 1823, decise di fare un lascito personale alla nazione. A questo fine, assunse, sir John Soane, l'architetto che aveva progettato la Banca d'Inghilterra e molti altri edifici famosi, con l'incarico di costruire una Sala da pranzo di Stato al numero 10. Iniziata nel 1825, la costruzione venne completata nel 1826 con un costo di £ 2.000. Essa era una stanza spaziosa con pannellatura di quercia e modanature ricoperte di canniccio. L'accesso avveniva dal primo piano, e con i suoi alti soffitti a volta occupava due elevazioni. Misurava 12,6 metri per 7,8 ed era la più grande stanza del palazzo; essa poteva ospitare comodamente 65 commensali alla sua tavola a ferro di cavallo. La prima cena venne data il 4 aprile 1826 e Soane fu l'ospite d'onore.

### Piccola sala da pranzo o sala della colazione
Sopra la cucina a volta di Taylor, tra la Pillared Room e la sala da pranzo di Stato, Soane creò una sala da pranzo più piccola (qualche volta chiamata anche sala della colazione), ancora esistente. Per costruirla, Soane rimosse il camino dalla cucina per creare una porta. Trasportò poi il camino sul lato est, inserendolo in una parete di divisione, sagomata ad Y, nei muri su entrambi i lati delle finestre. Intima e comoda, col suo soffitto disadorno e piatto, le semplici modanature e la profonda finestra sporgente, i Primi ministri hanno usato spesso questa piccola stanza per cenare con la famiglia o per minori e più personali occasioni.

## "Un prezioso gioiello": 1902–ad oggi
Quando Lord Salisbury si ritirò nel 1902, suo nipote Arthur James Balfour, divenne Primo ministro. Fu una transizione facile: Egli era First Lord of the Treasury e Leader della Camera dei comuni e viveva già al numero 10. Nel corso degli ultimi anni di vita dello zio, quando Lord Salirbury era ammalato o spesso all'estero, egli era il Primo ministro virtuale.
Salisbury fu l'ultimo Primo ministro a non essere anche First Lord of the Treasury.. Egli fu anche l'ultimo a non avere la residenza ufficiale al numero 10. Dal 1877 quando Disraeli passò al numero 10 la casa era stata abitata — con l'eccezione di Salisbury — dai Primi ministri in carica. Salisbury risiedette di malavoglia brevemente al numero 10 dal 1886 al 1887 durante il suo primo ministero, ma poi decise di risiedere nel suo palazzo. Egli visse nella sua casa in Arlington Street ad Hatfield House nei periodi in cui fu Primo ministro dal 1887 al 1892 e dal 1895 al 1902.
Balfour restaurò l'usanza che il numero 10 era la residenza ufficiale del Primo ministro. Nel 1908, Henry Campbell-Bannerman continuò ad abitare nel numero 10 dopo le sue dimissioni, morendo là dopo solo diciannove giorni, diventando il solo Primo ministro a morire nella casa. L'usanza era antica ma molti non la rispettarono. Winston Churchill ad esempio ebbe una grande affezione per il numero 10, tanto che dormì malvolentieri nel bunker annesso al numero 10, per la sua sicurezza durante la seconda guerra mondiale. Per rassicurare la gente che il suo governo stava funzionando regolarmente, egli insistette per farsi vedere, di quando in quando, entrare ed uscire dal numero 10. Harold Wilson, durante il suo secondo ministero dal 1974 al 1976, visse nella sua casa su Lord North Street perché Lady Wilson volle abitare nella "sua casa". Comprendendo la sua importanza simbolica, egli mantenne l'illusione pubblica di vivere al numero 10, lavorando là, tenendo riunioni ed intrattenendo ospiti nella Sala da pranzo di Stato.

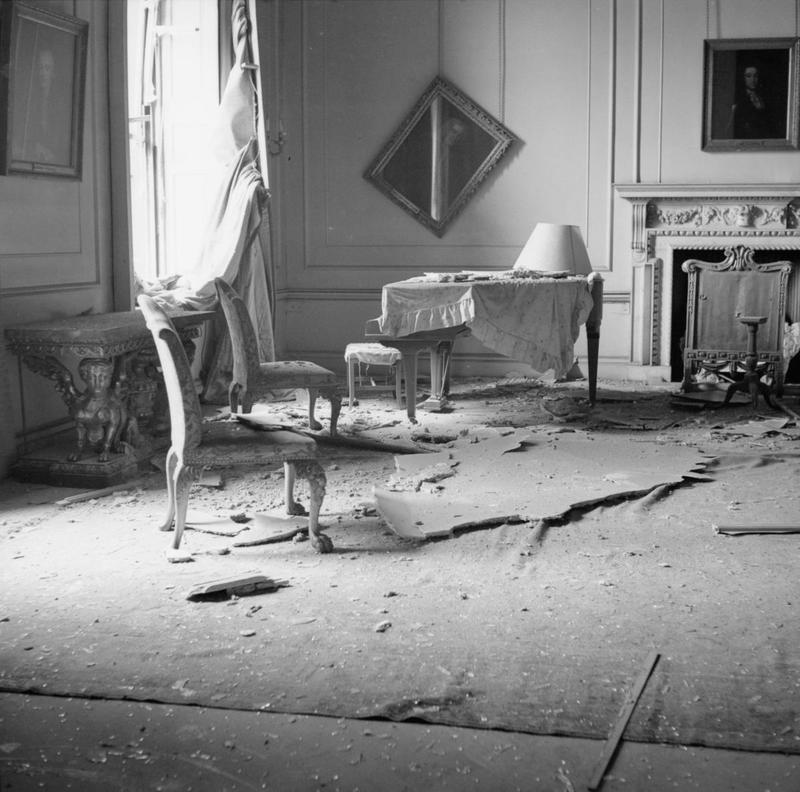
Il salotto al numero 10 di Downing Street danneggiato a seguito del bombardamento aereo nel febbraio del 1944.

La fotografia e la stampa avevano strettamente correlato, nella mente dei cittadini, il numero 10 e il Primo ministro. L'avvento del cinema e della televisione fortificarono questa associazione. Ritratti di Primi ministri, con ospiti illustri davanti alla porta, divennero una visione comune. Con o senza il Primo ministro, i visitatori venivano immortalati davanti alla porta. Le suffragette posarono di fronte alla porta con il loro leader Herbert Henry Asquith per i diritti delle donne nel 1913, e l'immagine divenne famosa facendo il giro del mondo. Nel 1931, Mahatma Gandhi, portando il tradizionale costume dhoti, posò lasciando numero 10 dopo avere incontrato Ramsay MacDonald per discutere l'indipendenza dell'India. Questa foto, divenne molto famosa in tutta l'India. Anche i contadini analfabeti poterono vedere il loro leader ricevuto nella casa del Primo ministro.
La cornice elegante della porta, il bianco degli stipiti, ed il numero 10 al centro erano la cornice ideale per registrare tali eventi. I Primi ministri fecero annunci storici davanti a quella porta. Sventolando l'Accordo d'amicizia anglo-tedesco, il Primo ministro Neville Chamberlain proclamò la "Pace con onore" nel 1938 davanti al numero 10 dopo la sua riunione con Adolf Hitler a Monaco di Baviera..
Durante la seconda guerra mondiale, Winston Churchill venne fotografato molte volte mentre entrava o usciva dal numero 10 facendo il classico gesto, con due dita aperte, a disegnare la V con il significato di vittoria. L'edificio, comunque, non è uscito completamente indenne dal conflitto; nel febbraio del 1944, una bomba cadde sull'Horse Guards Parade e alcune delle finestre del salotto furono distrutte.

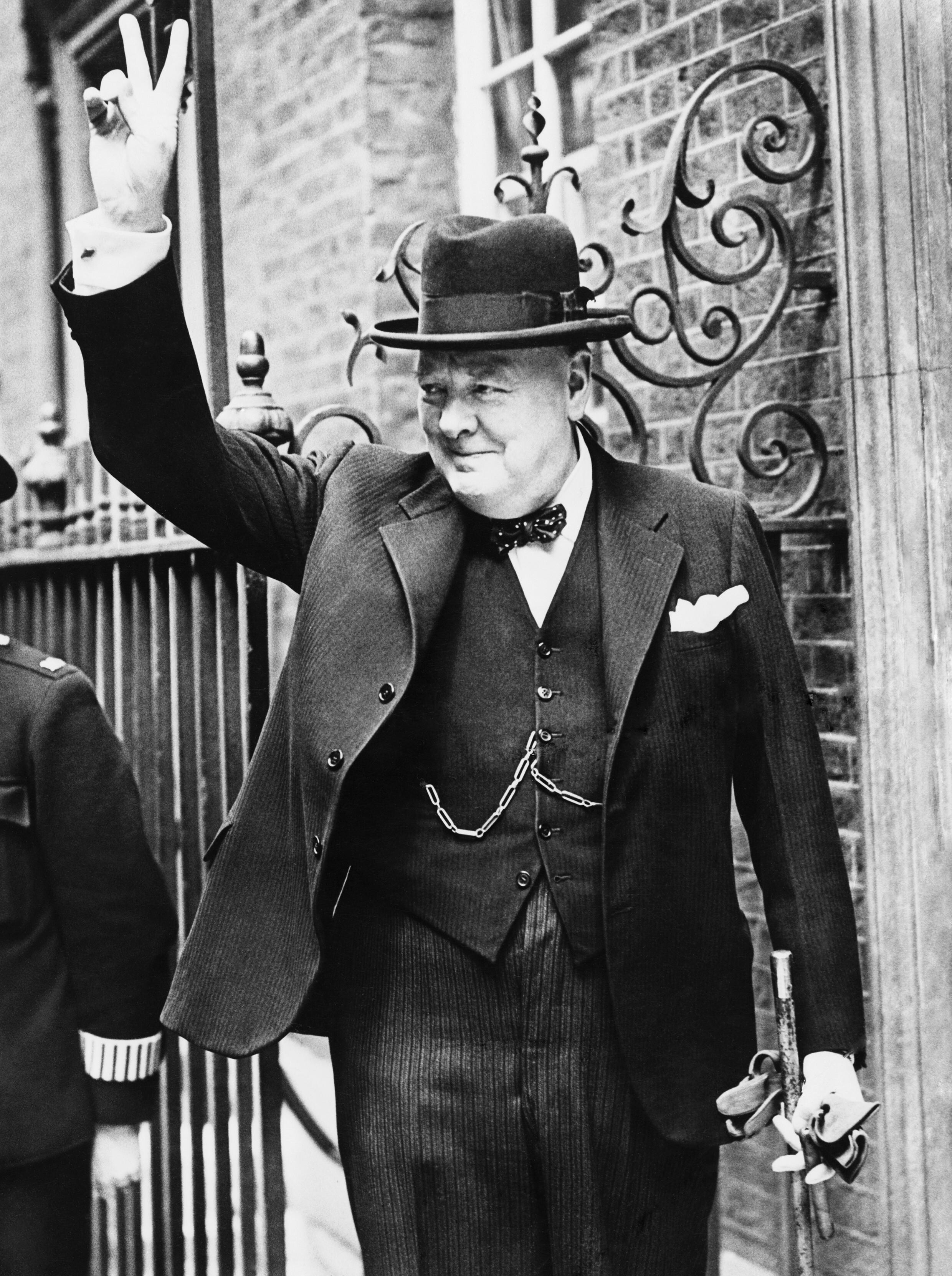
Winston Churchill esce dal numero 10 di Downing St. tenendo alto il segno "V" indicante "Victory", Vittoria

Il simbolo del governo britannico divenne un luogo d'incontro per chi intendeva dimostrare contro qualcuno o qualcosa. Emmeline Pankhurst e gli altri leader delle suffragette, presero d'assalto Downing Street nel 1908; e manifestanti contro la guerra del Vietnam fecero dei sit-in negli anni sessanta così come quelli contro la guerra in Iraq negli anni 2000. Il numero 10 divenne una meta obbligatoria di ogni turista in viaggio a Londra.

### Ricostruzione: 1960–1990
Intorno alla metà del XX secolo, il numero 10 era di nuovo in pessimo stato. La mancata manutenzione in tempo di guerra e gli antichi vizi di costruzione, avevano deteriorato in maniera notevole il vecchio immobile. Vennero emanate severe prescrizioni circa il numero di persone che potevano accedere ai piani superiori dell'edificio per paura del crollo dei muri portanti. La scala era sprofondata in maniera evidente, alcuni scalini vennero imbragati e la ringhiera era fuori piombo. Una verifica, ordinata dal Primo ministro Harold Macmillan nel 1958, concluse che la struttura non era più sicura. Vennero iniziati dei lavori di consolidamento ed i minatori che scavarono le fondazioni, trovarono che i pali di legno sui quali si reggeva l'immobile, erano marciti.
Si discusse di abbattere l'edificio e costruire una residenza completamente nuova. La casa del Primo ministro era però divenuta un'icona dell'architettura britannica, curata teneramente come il Castello di Windsor, Buckingham Palace ed il Palazzo di Westminster, quindi fu deciso che il numero 10 (ed anche 11 e 12) sarebbero stati ricostruiti usando dei materiali originali per quanto possibile. Gli interni sarebbero stati fotografati, misurati, smontati, e ripristinati. Si sarebbero rifatte le fondazioni inserendo dei pilastri molto profondi su cui ancorare l'intero edificio. Alcuni materiali originali, che non erano recuperabili, sarebbero stati rifatti rispettando gli originali sin nei minimi dettagli. Questa fu un'impresa formidabile: i tre edifici contenevano infatti 200 stanze distribuite su cinque piani. L'architetto Raymond Erith eseguì questo lavoro accurato.
The Times riportò che inizialmente il costo per il progetto sarebbe stato di £ 400.000. Dopo che furono completati degli studi più accurati, si concluse che era probabile che il costo totale ammontasse a £ 1.250.000 e sarebbero occorsi due anni per il completamento dei lavori. Alla fine, il costo fu vicino a £ 3.000.000 e comportò pressoché tre anni di lavori anche a causa dalle conseguenze dovute a ben 14 scioperi. Vi furono anche dei ritardi causati dalla scoperta di alcuni reperti archeologici relativi ad insediamenti romani, sassoni e medievali. Macmillan visse nell'Admiralty House durante la ricostruzione.
Le nuove fondazioni vennero realizzate con calcestruzzo con ferri in acciaio rinforzato e pilastri conficcati nel terreno per una profondità di circa 5,5 metri. Il nuovo numero 10 venne realizzato con oltre il 60% di materiali nuovi; il rimanente 40% o fu ripristinato o vennero costruite delle riproduzioni degli originali. Il piano terra, compresa la porta e l'ingresso, la scalinata, l'atrio del Gabinetto, la sala del Gabinetto, il giardino, la piccola e grande sala da pranzo, e le tre sale di ricevimento, venne ricostruito perfettamente identico all'originale demolito. I pavimenti dei piani superiori vennero modernizzati ed il terzo piano ampliato anche sugli edifici del numero 11 e 12, per consentire l'aumento della superficie disponibile. Vennero eliminati circa 40 strati di vernice accumulatisi in quasi 200 anni. Quando venne esaminata la facciata esterna, si scoprì che il colore nero, visibile anche in fotografie della metà del XIX secolo, stava svanendo; i mattoni erano gialli. L'aspetto nero era il prodotto di due secoli di inquinamento. Per preservare la tradizione visiva dei tempi recenti, i mattoni gialli, di recente puliti, vennero dipinti di nero per assomigliare nel modo migliore all'aspetto che avevano prima dei lavori.
Anche se la ricostruzione fu considerata un trionfo architettonico, Erith rimase deluso. Egli dichiarò che il governo aveva alterato il suo disegno per spendere meno. "Ho il cuore a pezzi", disse, "per il risultato... il progetto intero è stato uno spreco spaventoso di soldi perché non è stato realizzato secondo le prescrizioni. Il Ministero dei Lavori ha voluto realizzare economia su economia. Sono amaramente deluso per quello che è accaduto". Le preoccupazioni di Erith si dimostrarono reali. Dopo alcuni anni, affiorarono dei problemi nelle stanze principali, dovuti ad una inadeguata impermeabilizzazione ed alla rottura di un tubo dell'acqua, che richiesero ulteriori lavori.
Verso la fine degli anni ottanta, il Primo ministro Margaret Thatcher commissionò a Quinlan Terry, il partner di Erith, le ridecorazioni delle stanze principali per celebrare la gloria passata della Gran Bretagna ed il suo status rinnovato dopo la Guerra delle Falkland. Fra gli altri dettagli, Terry aggiunse delle modanature in stile barocco al centro dei soffitti, ed agli angoli i quattro fiori tradizionali del Regno Unito, che simboleggiano i quattro stati membri: rosa (Inghilterra), cardo (Scozia), narciso (Galles) e trifoglio (Irlanda del Nord).

### Sicurezza al numero 10 dopo le bombe del 1991
Per la maggior parte della sua storia, Downing Street era stata completamente accessibile al pubblico; molto spesso i passanti la utilizzavano come scorciatoia per il St. James's Park. C'era stato sempre un servizio di polizia al numero 10, ma era stato di minima entità, con solamente due agenti in servizio, uno all'esterno ed uno all'interno; la porta non aveva serratura esterna ed il compito di aprirla e chiuderla spettava al poliziotto all'interno dell'edificio.

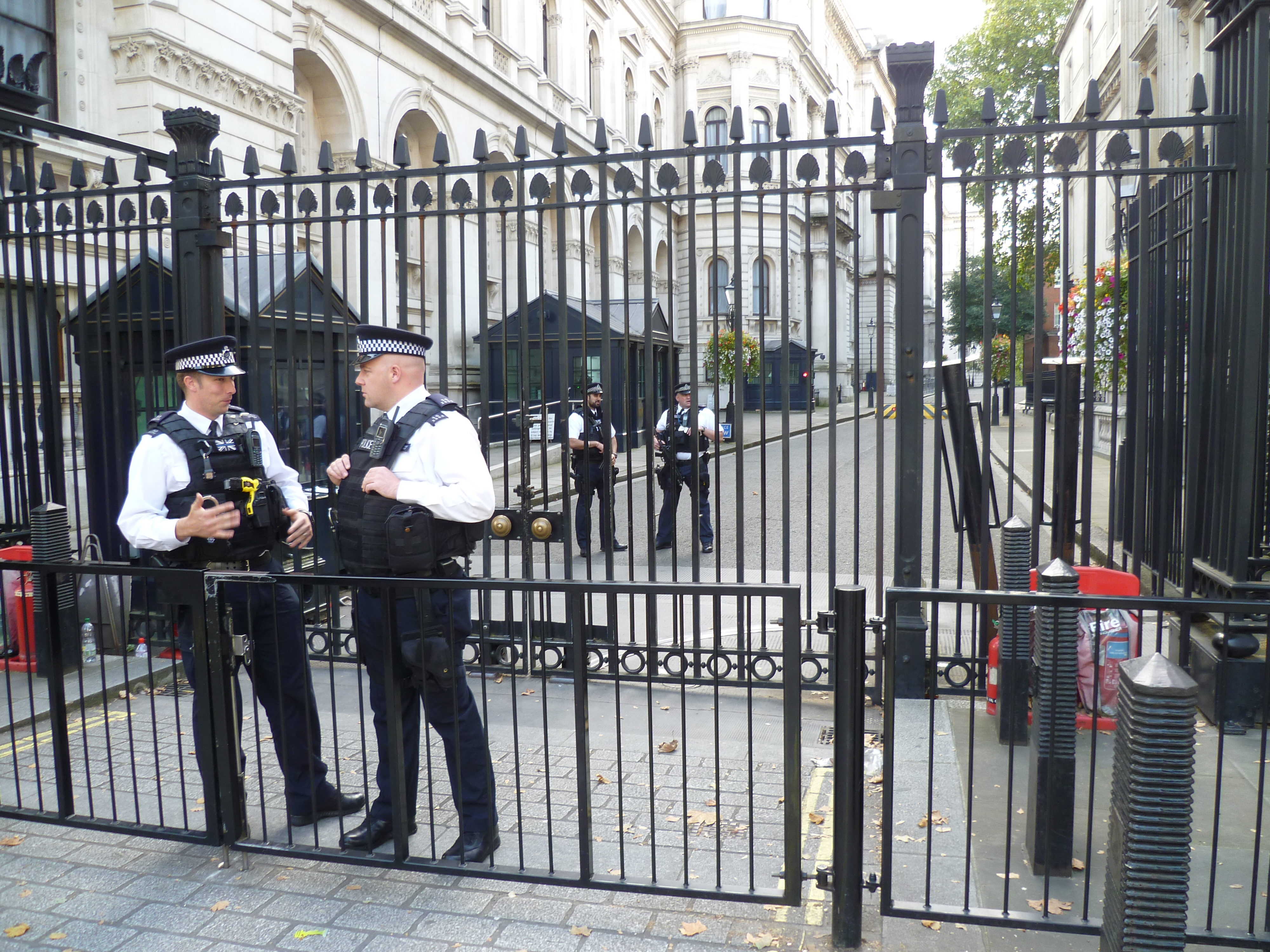
Agenti di polizia di guardia presso le cancellate di Downing Street

Nel 1989, durante il governo di Margaret Thatcher, vennero installate delle grandi cancellate in acciaio ad entrambi i lati della strada in seguito a minacce terroristiche, in particolare ad opera della Provisional IRA.
Il 7 febbraio 1991 fu proprio l'organizzazione indipendentista nordirlandese ad usare un furgone bianco parcheggiato in Whitehall per lanciare un colpo di mortaio contro il numero 10. L'esplosione avvenne nel giardino sul retro e lo spostamento d'aria fece aprire le finestre della sala del Gabinetto mentre il Primo ministro John Major, successore della Thatcher, stava tenendo una riunione del suo Consiglio. Major fu costretto a spostarsi all'Admiralty House fino a quando non vennero riparati i danni.
Dopo la bomba del 1991, la security venne aumentata pesantemente, con misure non sempre visibili. Vennero installate barriere elettroniche e retrattili in aggiunta ai cancelli, che nel 2003 vennero ulteriormente irrobustiti da lavori di rinforzo; i visitatori possono vedere le residenze dei membri del Governo soltanto da una certa distanza.
Un corpo di guardia è stato realizzato di fronte all'ingresso controllato, dove sono sempre presenti agenti di polizia ben armati. Il Metropolitan Police Service, DPB (Diplomatic Protection Group) offre protezione ai ministri a Londra, agendo come Security Service's intelligence.

### Numero 10- 250º anniversario: 1985
Il numero 10 compì 250 anni nel 1985. Per celebrare l'evento, il Primo ministro Margaret Thatcher diede un grande pranzo nella sala da pranzo di Stato del numero 10, invitando tutti i suoi predecessori ancora in vita. Al pranzo parteciparono Harold Macmillan, Alec Douglas-Home, Harold Wilson, Edward Heath, e James Callaghan oltre alla regina Elisabetta II.. Parteciparono anche eredi delle famiglie dei Primi ministri del XX secolo da Asquith a Olwen Carey Evans (figlia di David Lloyd George), Lorna Howard (figlia di Stanley Baldwin), e Clarissa Eden (vedova di Anthony Eden).
Lo stesso anno, the Leisure Circle pubblicò il libro di Christopher Jones No. 10 Downing Street, The Story of a House. La prefazione era costituita da una lettera della Thatcher nel quale lei compendiava i sentimenti verso i quali lei e molti altri britannici provavano per numero 10: "Desidero che il popolo... possa condividere con me il sentimento della grandezza storica della Gran Bretagna che pervade ogni angolo di questo edificio... Tutti i Primi ministri sono intensamente consapevoli che, come inquilini e servitori di numero 10 Downing Street, hanno nella loro carica uno dei gioielli più preziosi dell'eredità della nazione."